# Élections municipales et régionales ivoiriennes de 2023
Les élections municipales et régionales ivoiriennes de 2023 ont lieu le 2 septembre 2023 afin de renouveler les membres des 201 conseils municipaux et des 31 conseils régionaux de Côte d'Ivoire.
Le scrutin est marqué par l'inclusion des partis d'opposition, qui renoncent au boycott mis en œuvre en 2018. Le Rassemblement des houphouëtistes pour la démocratie et la paix (RHDP) au pouvoir sort néanmoins vainqueur dans une grande majorité de communes et de régions, ce qui lui permet de maintenir sa majorité aux élections sénatoriales organisées deux semaines plus tard.

## Contexte
Les élections de 2018 sont remportées par le Rassemblement des houphouëtistes pour la démocratie et la paix (RHDP) du président Alassane Ouattara lors d'un scrutin boycotté par une large partie du Front populaire ivoirien (FPI) tandis que le Parti démocratique de Côte d'Ivoire – Rassemblement démocratique africain (PDCI-RDA)  arrive deuxième. Le RHDP remporte ainsi 18 régions et 92 communes, le PDCI-RDA 2 régions avec le RHDP et 50 communes, et le FPI 1 région et 2 communes,.
Ouattara est réélu en 2020 à la présidence lors d'un scrutin à nouveau boycotté par l'opposition. La décennie de boycott de l'opposition entamée à partir de la crise politique de 2011 prend finalement fin lors des élections législatives de 2021, organisées dans un contexte d'appels à la réconciliation et d'espoir d'un retour à un climat politique apaisé,.
Les élections municipales et régionales de 2023 sont initialement prévues pour octobre ou novembre, mais ce calendrier est par la suite modifié en raison de la tenue la même année des élections sénatoriales. Celles de 2018 étaient en effet intervenues sept mois avant les élections municipales et régionales afin que le Sénat soit choisi par les élus locaux déjà en place. Ce sont par conséquent leurs successeurs, élus en 2018 dans un contexte de boycott, qui sont initialement censés composer le collège électoral pour les élections sénatoriales de 2023, avant leur renouvellement aux élections municipales et régionales de 2023. Début janvier 2023, le président Alassane Ouattara annonce cependant le report des sénatoriales à la toute fin 2023 afin que le vote ait lieu sur la base d'un collège électoral renouvelé par des élections locales inclusives. Il est finalement décidé de procéder à un décalage moins important, mais concernant l'ensemble des scrutins, qui convergent au second semestre 2023. Les élections municipales et régionales sont ainsi avancées d'octobre/novembre au 2 septembre, permettant la tenue des élections sénatoriales le mois suivant,. Le 19 avril, les élections sont par conséquent fixées au 2 septembre,,.
Les élections sont largement perçues comme un test électoral pour les différentes formations politiques en vue de l'élection présidentielle de 2025,,.

## Mode de scrutin
Les conseillers municipaux et ceux régionaux sont élus pour cinq ans au suffrage universel direct selon un système alliant scrutin proportionnel plurinominal avec prime majoritaire via des listes fermées, sans vote préférentiel ni panachage. La liste qui recueille le plus de suffrages exprimés obtient la moitié des sièges à pourvoir. L'autre moitié des sièges est répartie entre toutes les listes, y compris la liste majoritaire, à la proportionnelle selon la règle du plus fort reste.

## Résultats

### Municipales
Les élections se déroulent dans le calme. Au niveau des 201 communes, une majorité sont remportées par le Rassemblement des houphouëtistes pour la démocratie et la paix (RHDP) au pouvoir, qui en totalise 123 soit 31 de plus qu'en 2018. Le Parti démocratique de Côte d’Ivoire (PDCI) et le Parti des peuples africains – Côte d'Ivoire (PPA-CI) n'en remportent que quelques dizaines, malgré leur alliance dans plusieurs communes. La participation de l'opposition n’empêche pas le maintien des listes indépendantes, qui conservent leurs résultats de 2018 en remportant plusieurs dizaines de communes,,.
Très surveillé, le vote dans la commune abidjanaise de Yopougon — la plus peuplée du pays — voit la victoire de la liste RHDP menée par le président de l’Assemblée nationale Adama Bictogo avec 44 % des voix,. Il l'emporte ainsi sur celle du PPA-CI menée par Michel Gbagbo, fils de Laurent Gbagbo (37 %) et sur celle du PDCI menée par Augustin Dia Houphouet (19 %). Plusieurs ministres du Gouvernement Achi II remportent le scrutin dont la ministre des Affaires étrangères Kandia Camara dans la commune abidjanaise d'Abobo, le ministre des transports Amadou Koné à Bouaké et la ministre de l'éducation nationale Mariatou Koné à Boundiali.
L'opposition l'emporte dans ses bastions électoraux tels que la commune abidjanaise de Cocody, remportée par la liste PDCI de Jean-Marc Yacé sur celle RHDP d'Éric Taba et celle indépendant de Yasmina Ouégnin,.

### Régionales
Le Rassemblement des houphouëtistes pour la démocratie et la paix domine également aux régionales, où il remporte la majorité dans 25 régions sur 31, soit 7 de plus qu'en 2018,,. Les listes du parti menée par le Premier ministre Patrick Achi et le ministre de la défense Téné Birahima Ouattara l'emporte ainsi respectivement dans les régions de La Mé et du Tchologo.

## Répétition des scrutins dans le Kouibly
Plusieurs incidents empêchent la validation des résultats dans dix municipalités du département de Kouibly, dans la région de Guémon. Sont ainsi concernées les municipalités de San-Pédro, Oumé, Tiassalé, Kouibly, Gohitafla, Ferkessedougou, Koumbala, Dabakala et Sarhala. Des actes de violences et d'intimidations des électeurs sont accompagnés de la destruction du matériel électoral dans plus d'une vingtaine de bureaux de vote, ce qui conduit à l'évacuation des agents par les forces de sécurité. Les résultats dans le département sont par conséquent annulés et les élections municipales et régionales répétées à une date ultérieure,. En attendant, le conseil régional du Guémon est placé sous tutelle administrative pour trois mois.
Des élections municipales et régionales partielles sont finalement tenues dans les dix municipalités manquantes du Guémon le 2 décembre 2023,,.

## Conséquences
La victoire du Rassemblement des houphouëtistes pour la démocratie et la paix (RHDP) lui permet de maintenir sa majorité aux élections sénatoriales organisées deux semaines plus tard.